# Graveland
Graveland – polska grupa muzyczna powstała z inicjatywy Roberta „Roba Darkena” Fudalego, w 1992 roku we Wrocławiu. Początkowo muzyka Graveland opierała się na prostych podziałach rytmicznych generowanych za pomocą automatu perkusyjnego i uproszczonej linii melodycznej gitary, wolnych riffach i growlu typowym dla doom metalu. 
W 1993 roku, gdy do składu dołączył Grzegorz „Karcharoth” Jurgielewicz, formacja zwróciła się w stronę black metalu inspirowanego dokonaniami norweskiej sceny muzycznej. Obecnie muzyka formacji wymyka się klasyfikacjom. Pod względem muzycznym jest to epic metal, w treści lirycznej dominują wątki pogańskie, antychrześcijańskie oraz fascynacja wojną. 
Grupa jest uznawana przez fanów na całym świecie jako zespół z nurtu NSBM, jednakże Rob Darken oficjalnie zaprzecza, jakoby muzyka Graveland należała do tego podgatunku black metalu. Zespół doczekał się tribute albumu „Chronicles Of Tyranny & Blood - A Tribute To Graveland” (2006). 
W 2008 roku cztery albumy Graveland zostały zaindeksowane jako szkodliwe przez Bundesprüfstelle für jugendgefährdende Medien (pol. Federalny Wydział ds. Mediów Szkodliwych dla Małoletnich) w Niemczech. W 2011 roku Graveland znalazł się na liście Anti-Defamation League wymieniającej zespoły wykonujące „muzykę nienawiści”.  
Zespół Graveland dawał koncerty w takich krajach jak Włochy, Francja, Finlandia, Słowacja, Kanada, Meksyk, Gwatemala, Salwador, Kolumbia, Ekwador, Peru, Chile, Argentyna, Ukraina, Czechy i Węgry.  

## Muzycy
| Obecny skład zespołu - Robert „Rob Darken” Fudali - śpiew, gitara elektryczna, gitara akustyczna, gitara basowa, instrumenty klawiszowe, perkusja (od 1992) - Draugir - gitara (2016 - 2019) | Muzycy koncertowi - Arkadiusz „Aro” Jęczmionka - bęben na intrach (od 2015) Byli członkowie zespołu - Maciej „Capricornus” Dąbrowski - perkusja (1993 - 1995, 1998 - 1999) - Grzegorz „Karcharoth” Jurgielewicz - gitara basowa (1993 - 1995) - Zbigniew „Zbych” Ropicki - gitara (2015 - 2016) - Mirosław „Miro” Rosiński - perkusja (2015 - 2016) - Sigrunar - perkusja (2016 - 2019) - Bartosz „Bor” Boruszewski - gitara, gitara basowa, wokal (2015 - 2019) - Piotr "Mścisław" Bajus - gitara basowa, wokal (2015 - 2019) |

## Dyskografia
| Albumy studyjne - Carpathian Wolves (1994, Eternal Devils) - Thousand Swords (1995, Lethal Records) - Following the Voice of Blood (1997, No Colours Records) - Immortal Pride (1998, No Colours Records) - Creed of Iron/Prawo stali (2000, No Colours Records) - Memory and Destiny (2002, No Colours Records) - The Fire of Awakening (2003, No Colours Records) - Dawn of Iron Blades (2004, No Colours Records) - Fire Chariot of Destruction (2005, No Colours Records) - Will Stronger Than Death (2007, No Colours Records) - Spears of Heaven (2009, No Colours Records) - Thunderbolts of the Gods (2013, No Colours Records) - Ogień przebudzenia (2014, Warheart Records) - Hour of Ragnarok (2021, Inferna Profundus Records) Splity - Raiders of Revenge (2000, Resistance Records, split z Honor) - Eastern Hammer (2007, Hammerbolt Productions, split z Nokturnal Mortum, North, Temnozor) - Tribute to the King of Aquilonia (2010, Darkland Records, split z Kreuzfeuer) - Ogień wilczych serc (2012, Eastside Records, split z Biały Viteź) - The Spirit Never Dies (2016, Heritage Recordings, split z Nokturnal Mortum) |  | Minialbumy - Impaler's Wolves (1999, Eastclan Records) - Raise your Sword! (2001, No Colours Records) - Blood of Heroes (2002, Vinland Winds Records) - Wotan Mit Mir (2007, Darkland Records) - Cold Winter Blades (2010, No Colours Records) Dema - Necromanteion (1992, wydanie własne) - Promo June’92 (1992, wydanie własne) - Drunemeton (1992, wydanie własne) - Epilogue (1993, Witching Hour Productions) - In The Glare of Burning Churches (1993, Witching Hour Productions) - The Celtic Winter (1994, Melissa Productions) |